# ماركوس هوزر
ماركوس هوزر هو معلم موسيقى سويسري، ولد في 30 نوفمبر 1971 في Näfels ‏ في سويسرا.

## وصلات خارجية
- ماركوس هوزر على موقع ميوزك برينز (الإنجليزية)
- ماركوس هوزر على موقع ديسكوغز (الإنجليزية)